# Sibirocosa subsolana
Sibirocosa subsolana är en spindelart som först beskrevs av Kulczynski 1907.  Sibirocosa subsolana ingår i släktet Sibirocosa och familjen vargspindlar. Inga underarter finns listade i Catalogue of Life.